# أليسون ستيوارت
أليسون ستيوارت (بالإنجليزية: Alison Stewart)‏ هي صحفية ومقدمة تلفزيونية أمريكية، ولدت في 4 يوليو 1966 في جلان ريدج في الولايات المتحدة.

## وصلات خارجية
- الموقع الرسمي
- أليسون ستيوارت على موقع IMDb (الإنجليزية)
- أليسون ستيوارت على موقع إن إن دي بي (الإنجليزية)
- أليسون ستيوارت على موقع قاعدة بيانات الفيلم (الإنجليزية)